# NOS, SGPS
NOS, SGPS S.A. er en portugisisk telekommunikations- og medievirksomhed. De udbyder mobiltelefoni, fastnet, kabel-tv, satellit-tv og internet. I 2013 fusionerede Zon Multimédia og Sonae's Optimus Telecommunications.
NOS ejer betalingstv-tjenester, filmkanaler og ejer 25 % af Sport TV-netværket. De har fire tv-kanaler i et joint venture med AMC Networks International Southern Europe. NOS Audiovisuais er en filmdistributør og driver Nos Cinema, den største biografkæde i Portugal.